# Pisistratus
Pisistratos (Oudgrieks: Πεισίστρατος, Peisístratos, 607 v.Chr. - 527 v.Chr.) was de eerste tiran van het oude Athene.
Pisistratus beweerde van het koningshuis der Neleïden af te stammen, waarvan Nestor de bekendste was. Dit koningshuis regeerde volgens Homerus over Pylos. Ook beweerde hij van een gelijknamige Pisistratus af te stammen, die in 669 archont van Athene was geweest.  Zijn moeder was alleszins een bloedverwante van Solon. Hij ondernam in 560 v.Chr. met de hulp van een lijfwacht een eerste poging tot staatsgreep, maar werd nog twee keer afgezet. Beide keren kwam hij dankzij zijn geld en zijn grote prestige terug, maar toch lukte het hem pas in 546 v.Chr. zich definitief als tiran te installeren. Hij maakte een eind aan de politieke twisten van de adellijke families, die na het optreden van Solon elkaar voortdurend gewelddadig bestreden. De meeste van deze families wist hij te verzoenen, alleen de Alcmaeoniden bleven hem vijandig gezind.
Met zijn militie en een korps huurlingen onderdrukte Pisistratus weliswaar de politieke vrijheid te Athene, maar anderzijds was zijn regeringsperiode een tijd van grote economische en culturele bloei voor Attica. Het was zijn bedoeling in Athene een einde te maken aan de overheersing van de adel en de stad op democratisch bestuur voor te bereiden.
Hij steunde de kleine boeren en inspecteerde persoonlijk de landerijen. Om in zijn hervormingspolitiek te slagen, nam Pisistratus twee verschillende maatregelen, die beide nauw met de religie waren verbonden:
- Hij begon grote openbare werken, onder meer de bouw van een Athena-tempel op de Akropolis en de aanleg van een waterleiding. Deze initiatieven moesten niet alleen werk verschaffen en daardoor de algemene welvaart bevorderen, ze droegen ook toe aan de stadsverfraaiing en de hygiëne.
- Hij nodigde dichters aan zijn hof uit en zorgde onder andere voor de eerste officiële uitgave van de Ilias en de Odyssee in boekvorm.

Hij wilde daarenboven de invloed van de adel eveneens indammen door de invoering van nieuwe religieus-culturele manifestaties, ter ere van bij het volk geliefde godheden.
- Hij veranderde de opzet van de Panathenaeën. Behalve de oude vorm organiseerde hij de vierjaarlijkse 'Grote Panathenaeën'.
- Hij organiseerde de grote of stedelijke Dionysia: nog vóór 540 v.Chr. was hieraan jaarlijks een toneelfestival verbonden, een staatsaangelegenheid met volksopvoedkundige doelstellingen.
- De cultus van mysteriën van Eleusis veranderde onder zijn bewind in een nationale aangelegenheid.
- Hij voerde de eredienst van de 'proletarische' goden Athena Erganê, godin van de ambachtslieden, en van Hephaestus, god van de smeden, metaalbewerkers en pottenbakkers, in.

Met deze initiatieven slaagde Pisistratus er in een kritischer samenleving te scheppen.
- Pisistratus streefde naar vrede met de naburige stadstaten, wat eveneens de welvaart van de burgers moest begunstigen.

Pisistratus overleed in 527 v.Chr. Zijn politiek werd na zijn dood door zijn zonen Hippias en Hipparchus voortgezet, de Pisistratiden.
Moderne historici zien in Pisistratus steeds meer de eigenlijke grondlegger van het democratische Athene. Ondanks het autocratische karakter van zijn bewind bereidde hij met zijn strijd tegen de adellijke partijen de invoering van de democratie voor .
 Portaal Oudheid · Athene · Geschiedenis van Griekenland · Geschiedenis van Athene
- Gemeinsame Normdatei: 102403481
- International Standard Name Identifier: 0000 0000 9111 8012
- Library of Congress Control Number: n98071627
- Nationale Bibliotheek van Israël: 987007287656705171
- Nationale Bibliotheek van Polen: a0000002083444
- Nederlandse Thesaurus van Auteursnamen: 073246883
- Système universitaire de documentation: 069864292
- Virtual International Authority File: 68246232